# Neidhart von Reuental
Neidhart von Reuental (ve střední horní němčině: Nîthart von Riuwental; také Her Nîthart), se narodil patrně kolem roku 1190 a zemřel před rokem 1236 nebo 1237. Byl jedním z nejznámějších německých minnesängrů. Pravděpodobně byl nejvíce činný ve vévodství Bavorském a následně je známý jako zpěvák na dvoře Fridricha II. Babenberského ve Vídni. Jako minnesanger byl nejaktivnější mezi lety 1210 až 1236.
Neidhart je dobře známý svou sarkastickou a komickou tvorbou. Kromě toho se od něj zachovalo více písní než od jeho kolegů.

## Život a dílo
Neidhart je zmiňován v básni Willehalm napsané před rokem 1217 Wolframem von Eschenbach, to značí, že již tehdy byl značně proslaven. Jeho jméno je s největší pravděpodobností alegorickým pseudonymem, neboť jeho význam je přibližně „zbědované srdce; krutý; ponurý“. Druhá část jeho jména byla „rekonstruována“ filology 19. století, kteří vzali doslova „řečníka“ objevujícího se v jeho básních, nazývajícího sebe sama „z Reuentalu“, a to zkombinovali se jménem autora, které bylo jednoduše „Nîthart“. Všechny literární zdroje do 15. století jej nazývají pouze „Nîthart“.
Jeho rané básně odkazují k místům v oblasti Bavorska a Salcburska, zatímco později nazývá svým ochráncem rakouského vévodu Fridricha II. Zmiňuje se o svém bydlišti v Lengbachu nedaleko Tullnu, západně od Vídně. Jeho hrobka, pravděpodobně vystavěná na příkaz vévody Rudolfa IV. Habsburského (1339–1365), se nachází při jižní straně katedrály sv. Štěpána ve Vídni.
Neidhartova poezie je zaznamenána díky Carmina Burana a jiným středověkým sborníkům básní a písní jako například Codex Manesse. Jeho písně o bezútěšnosti vesnického života stojí často v ostrém kontrastu k písním ostatních minnesängerů, jejichž tématy byla většinou uhlazená a romantická láska. Jeho styl byl filologem Karlem Lachmannem (1793–1851) označován jako Höfische Dorfpoesie (dvorsko-vesnická poezie) a býval napodobován skladateli, nazývajícími se pseudo-Niedharti. Jeho pravděpodobně nejznámější písní je Meienzît („Květnový čas“), ve které Neidhart začíná popisem mírumilovné jarní scenérie, ale rychle přechází k urážení svých nepřátel (a několika přátel, kteří jej zradili). Zvěčněný jako Nierhart Fuchs, zůstal populární postavou až do raného novověku. Několik frašek inspirovaných jeho životem a poezií se řadí k nejstarším světským dramatům v Německu.